# Malagassische blauwe vanga
De Malagassische blauwe vanga (Cyanolanius madagascarinus) is een zangvogel uit de familie Vangidae (vanga's). De vogel werd al in 1766 door Carl Linnaeus als Loxia madagascarina beschreven.

## Kenmerken
Het is een forse vogel met een lengte van 16 tot 19 cm. Het mannetje is helemaal glanzend blauw van boven, ook de kopkap is blauw. De keel, borst en buik zijn helder wit. en de staart heeft een donkere eindband. Het vrouwtje verschilt niet veel, ze is wat doffer gekleurd en heeft een roze waas op borst en buik.

## Verspreiding en leefgebied
Deze soort is endemisch in Madagaskar en komt voor in diverse typen natuurlijk bos en ook in cultuurland. De vogel ontbreekt in het centrale hoogland. De vogel is niet zeldzaam en niet bedreigd.